# Bartul Čulić
Bartul Čulić (Spalato, 6 marzo 1907 – Zagabria, 30 aprile 1948) è stato un calciatore jugoslavo, di ruolo portiere.

## Biografia
Nato a Spalato, anche suo cugino Hrvoje difese i pali dell'Hajduk Spalato.

## Carriera

### Nazionale
Il suo debutto con la nazionale jugoslava risale al 29 ottobre 1931 nell'incontro amichevole contro la Polonia a Poznań. La sua ultima partita con la nazionale risale al 1º gennaio 1935 contro la Romania ad Atene.
Indossò la maglia della nazionale per un totale di dieci partite.

## Statistiche

### Cronologia presenze e reti in nazionale
| Cronologia completa delle presenze e delle reti in nazionale ― Jugoslavia | Cronologia completa delle presenze e delle reti in nazionale ― Jugoslavia | Cronologia completa delle presenze e delle reti in nazionale ― Jugoslavia | Cronologia completa delle presenze e delle reti in nazionale ― Jugoslavia | Cronologia completa delle presenze e delle reti in nazionale ― Jugoslavia | Cronologia completa delle presenze e delle reti in nazionale ― Jugoslavia | Cronologia completa delle presenze e delle reti in nazionale ― Jugoslavia | Cronologia completa delle presenze e delle reti in nazionale ― Jugoslavia |
| Data                                                                      | Città                                                                     | In casa                                                                   | Risultato                                                                 | Ospiti                                                                    | Competizione                                                              | Reti                                                                      | Note                                                                      |
| ------------------------------------------------------------------------- | ------------------------------------------------------------------------- | ------------------------------------------------------------------------- | ------------------------------------------------------------------------- | ------------------------------------------------------------------------- | ------------------------------------------------------------------------- | ------------------------------------------------------------------------- | ------------------------------------------------------------------------- |
| 25-10-1931                                                                | Poznań                                                                    | Polonia                                                                   | 6 – 3                                                                     | Jugoslavia                                                                | Amichevole                                                                | -1                                                                        | 46’                                                                       |
| 7-6-1933                                                                  | Bucarest                                                                  | Jugoslavia                                                                | 4 – 0                                                                     | Bulgaria                                                                  | Coppa dei Balcani                                                         | -                                                                         | 79’                                                                       |
| 11-6-1933                                                                 | Bucarest                                                                  | Romania                                                                   | 5 – 0                                                                     | Jugoslavia                                                                | Coppa dei Balcani                                                         | -5                                                                        | 46’                                                                       |
| 10-9-1933                                                                 | Varsavia                                                                  | Polonia                                                                   | 4 – 3                                                                     | Jugoslavia                                                                | Amichevole                                                                | -3                                                                        | 79’                                                                       |
| 3-6-1934                                                                  | Belgrado                                                                  | Jugoslavia                                                                | 8 – 4                                                                     | Brasile                                                                   | Amichevole                                                                | -4                                                                        |                                                                           |
| 2-9-1934                                                                  | Praga                                                                     | Cecoslovacchia                                                            | 3 – 1                                                                     | Jugoslavia                                                                | Amichevole                                                                | -                                                                         | 83’                                                                       |
| 16-12-1934                                                                | Parigi                                                                    | Francia                                                                   | 3 – 2                                                                     | Jugoslavia                                                                | Amichevole                                                                | -2                                                                        | 13’                                                                       |
| 23-12-1934                                                                | Atene                                                                     | Grecia                                                                    | 2 – 1                                                                     | Jugoslavia                                                                | Coppa dei Balcani                                                         | -1                                                                        | 67’                                                                       |
| 25-12-1934                                                                | Atene                                                                     | Jugoslavia                                                                | 4 – 3                                                                     | Bulgaria                                                                  | Coppa dei Balcani                                                         | -3                                                                        | 82’                                                                       |
| 1-1-1935                                                                  | Atene                                                                     | Jugoslavia                                                                | 4 – 0                                                                     | Romania                                                                   | Coppa dei Balcani                                                         | -                                                                         | 20’                                                                       |
| Totale                                                                    |                                                                           | Presenze                                                                  | 10                                                                        |                                                                           | Reti                                                                      | -19                                                                       |                                                                           |

## Palmarès

### Club

#### Competizioni nazionali
- Campionato jugoslavo: 1

Hajduk Spalato: 1929